# Elecciones estatales de Baja California de 2001
Las Elecciones estatales de Baja California de 2001 se llevaron a cabo el domingo 8 de julio de 2001, y en ellas fueron renovados los titulares de los siguientes cargos de elección popular del estado mexicano de Baja California:
- Gobernador de Baja California: Titular del Poder Ejecutivo del estado, electo para un periodo de seis años no reelegibles en ningún caso. El candidato electo fue Eugenio Elorduy Walther.
- 5 Ayuntamientos: Formados por un Presidente Municipal, regidores y síndicos, electos para un periodo de tres años, no reelegibles de manera consecutiva.
- 16 Diputados al Congreso del Estado: Electos por mayoría relativa elegidos en cada uno de los distritos electorales del estado.

## Resultados electorales
Nueve partidos políticos con registro en Baja California pudieron participar en el proceso electoral, los resultados que obtuvieron se señalan a continuación. El PAN obtuvo el triunfo en la gubernatura por tercera vez consecutiva.

### Ayuntamientos
Artículo principal: Anexo:Presidentes municipales de Baja California (2001-2004)

#### Ayuntamiento de Tijuana
Fuente: Instituto Electoral y de Mercadotecnia y Opinión

### Diputados

#### Distrito 2
| Partido/Alianza | Partido/Alianza                         | Candidato                       |
| --------------- | --------------------------------------- | ------------------------------- |
|                 | Alianza por Baja California (PAN, PVEM) | Ricardo Rodríguez Jacobo Hecho  |
|                 | Partido Revolucionario Institucional    | José Rigoberto Balcazar         |
|                 | Partido de la Revolución Democrática    | Lorenzo Cortés Beltrán          |
|                 | Partido del Trabajo                     | Gerardo Antonio Ibáñez Mansilla |
|                 | Alianza Ciudadana (Convergencia, PAS)   | René Arturo Gómez Michel        |
|                 | Partido de la Sociedad Nacionalista     | Edelmira Virgen Santa Cruz      |
|                 | Partido de Baja California              | Jorge Nuñez Verdugo             |

## Composición del Congreso del Estado
| Partido/Alianza | Partido/Alianza                         | Distritos |
| --------------- | --------------------------------------- | --------- |
|                 | Alianza por Baja California (PAN, PVEM) | 13        |
|                 | Partido Revolucionario Institucional    | 3         |
|                 | Partido de la Revolución Democrática    | 0         |
|                 | Partido del Trabajo                     | 0         |
|                 | Partido de la Sociedad Nacionalista     | 0         |
|                 | Alianza Ciudadana (Convergencia, PAS)   | 0         |
|                 | Partido de Baja California              | 0         |

Fuente: Instituto de Mercadotecnia y Opinión